# Zuurbossen
De Zuurbossen is een natuurgebied ten zuidwesten van de tot de Antwerpse gemeente Sint-Katelijne-Waver behorende plaats Onze-Lieve-Vrouw-Waver.
Het bos, dat onderdeel is van het voormalige Waverwoud, omvat ongeveer 22 ha. Het gebied is erg vochtig en vrijwel ondoordringbaar. De Zuurbossen kent een rijke flora en fauna.
Het grootste deel van het bos is particulier eigendom. Een klein deel wordt beheerd door Natuurpunt.